# Campeonato Uruguayo de Segunda B Nacional 2017
El Campeonato Uruguayo de Segunda B Nacional 2017, denominado Copa Sr. Enrique Gorga 'Paperoso', será la primera edición de este torneo que fue creado como parte de los cambios producidos y aprobados por la Asociación Uruguaya de Fútbol en los formatos de sus competiciones oficiales. Esta division reemplazará a la Segunda B Amateur, competición que solo permitía competir a equipos de la capital, ahora equipos del interior podrán participar de este campeonato de carácter nacional.
Este campeonato otorgará 1 ascenso para la Segunda División Profesional de Uruguay en la edición del 2018, de la segunda división descenderán 2 equipos hacia la segunda división nacional. 
Este torneo marcará la vuelta de algunos clubes a competencias AUF, el Club Atlético Bella Vista, el Club Social y Deportivo Huracán Buceo y el Club Deportivo Parque del Plata que estuvieron desafiliados por temas económicos.

## Formato del torneo
La liga está conformada por 15 clubes en situación amateur (aunque hay prácticas de profesionalismo encubierto en varios de ellos). El campeonato se divide en dos fases: Torneo Apertura y Torneo Clausura. El Apertura se disputará todos contra todos a una sola ronda, mientras que en el Clausura se jugarán dos series, definiéndose el mismo con una final entre los ganadores de serie.
Los ganadores del Torneo Apertura y del Clausura se enfrentan en la final para definir el campeón del año. El campeón obtiene el único ascenso a Segunda División Profesional para la siguiente temporada. Como es el último escalón dentro de las categorías de la AUF, no hay descensos.

## Equipos participantes

### Relevos temporada anterior
| Club  | Descendido como                |
| ----- | ------------------------------ |
| Rocha | 15° Tabla del descenso 2015-16 |

| Club             | Ascendido como |
| ---------------- | -------------- |
| Bella Vista      | Reafiliado     |
| Huracán Buceo    | Reafiliado     |
| Parque del Plata | Reafiliado     |

| Club    | Ascendido como                  |
| ------- | ------------------------------- |
| Cerrito | Campeón Segunda Amateur 2015-16 |

| Club         | Descendido como |
| ------------ | --------------- |
| Mar de Fondo | Desafiliado     |

### Datos de los equipos
Son 15 los equipos confirmados que van a participar en esta primera temporada de la Segunda División B Nacional. Tras el descenso de Rocha F.C. desde la Segunda División Profesional y el ascenso de Cerrito a la Segunda División Profesional, se suman los históricos Huracán Buceo y Bella Vista que por deudas se encontraban desafiliados. A último momento se bajó Mar de Fondo por problemas internos institucionales.
Además de los mencionados Bella Vista y Huracán Buceo, en esta edición participan otros cuatro clubes que jugaron en Primera División: Basáñez (dos temporadas), Rocha (seis temporadas) y Colón (una profesional, tres en la era amateur) durante el profesionalismo; mientras que Albion lo hizo solamente en la era amateur (seis temporadas). De todos los equipos participantes, además de Parque del Plata, solamente los jóvenes clubes de Potencia (esta será su séptima participación en una tercera categoría) y Los Halcones (tercera participación en una tercera categoría) aún no han podido jugar en una divisional superior.
|  | Club               |  | Ciudad           | Estadio              | Capacidad | Fundación               | Temp. 1° Div. | Temp. 2° Div. | Temp. 2°B | 2015/16     |
|  | ------------------ |  | ---------------- | -------------------- | --------- | ----------------------- | ------------- | ------------- | --------- | ----------- |
|  | Albion             |  | Montevideo       | Parque Falco*        | 2.000     | 1 de junio de 1891      | 6             | 0             | ?         | 9°          |
|  | Alto Perú          |  | Montevideo       | *                    | *         | 1 de mayo de 1940       | 0             | 4             | ?         | 12°         |
|  | Artigas            |  | Montevideo       | *                    | *         | 8 de marzo de 1927      | 0             | 5             | ?         | 11°         |
|  | Basáñez            |  | Montevideo       | La Bombonera         | 5.000     | 1 de abril de 1920      | 2             | 21            | ?         | 2°          |
|  | Bella Vista        |  | Montevideo       | José Nasazzi         | 12.000    | 4 de octubre de 1920    | 53            | 31            | ?         | Desafiliado |
|  | Colón              |  | Montevideo       | Parque Suero         | 2.000     | 12 de marzo de 1907     | 4             | 48            | ?         | 4°          |
|  | Huracán Buceo      |  | Montevideo       | Parque Huracán *     | 6.000     | 15 de marzo de 1937     | 29            | 10            | ?         | Desafiliado |
|  | La Luz             |  | Montevideo       | *                    | *         | 19 de abril de 1929     | 0             | 24            | ?         | 13°         |
|  | Los Halcones       |  | Montevideo       | *                    | *         | 20 de noviembre de 2013 | 0             | 0             | 3         | 7°          |
|  | Parque del Plata   |  | Parque del Plata | Parque El Balneario* | 2.000     | 17 de mayo de 1947      | 0             | 0             | ?         | Desafiliado |
|  | Platense           |  | Montevideo       | *                    | *         | 1 de mayo de 1935       | 0             | 6             | ?         | 5°          |
|  | Potencia           |  | Montevideo       | *                    | *         | 13 de febrero de 2001   | 0             | 0             | 7         | 6°          |
|  | Rocha              |  | Rocha            | Mario Sobrero        | 10.000    | 1 de agosto de 1999     | 6             | 11            | 1         | (2ºD) 15°   |
|  | Salus              |  | Montevideo       | Parque Salus         | 4.000     | 10 de abril de 1928     | 0             | 12            | ?         | 8°          |
|  | Uruguay Montevideo |  | Montevideo       | Parque ANCAP         | 3.000     | 5 de enero de 1921      | 0             | 25            | ?         | 3°          |

Notas: Las fechas de fundación de los equipos son las declaradas por los propios clubes implicados. La columna "estadio" refleja los estadios habilitados para la disputa del campeonato, mientras que los clubes con asterísco (*) no presentan o poseen un escenario deportivo en condiciones para la competición.
Solamente Basáñez, Bella Vista, Colón, Rocha, Salus y Uruguay Montevideo poseen estadios utilizables, el resto juega sus partidos de local en cualquiera de esos 6 escenarios habilitados (excepto en Rocha). Es posible que algunos partidos (especialmente los decisivos) se disputen en escenarios de mayor jerarquía (pertenecientes a clubes de categorías superiores).
Notas
1. ↑  Albion no tiene habilitado su estadio, el Parque Lichtemberger.
2. ↑  Huracán Buceo no tiene habilitado su estadio, el Parque Huracán.
3. ↑  Parque del Plata no tiene habilitado su estadio, el Parque El Balneario.
4. ↑  Rocha no tiene estadio, por lo que juega sus encuentros de local en el Mario Sobrero de propiedad de la Intendencia Departamental de Rocha.

### Equipos descartados
Clubes que manifestaron interés en competir, pero finalmente no participan del torneo:
- Río Negro City
- Salto F.C.
- Frontera Rivera
- Mar de Fondo

## Torneo Apertura

### Tabla de posiciones
|                                            | Pos. | Equipos            | PJ | PG | PE | PP | GF | GC | Dif. | Puntos |
| ------------------------------------------ | ---- | ------------------ | -- | -- | -- | -- | -- | -- | ---- | ------ |
|                                            | 1.   | Albion (C)         | 14 | 10 | 3  | 1  | 32 | 11 | +21  | 33     |
|                                            | 2.   | Basáñez            | 14 | 10 | 2  | 2  | 34 | 9  | +25  | 32     |
|                                            | 3.   | Colón              | 14 | 9  | 5  | 0  | 23 | 7  | +16  | 32     |
|                                            | 4.   | Platense           | 14 | 9  | 3  | 2  | 32 | 12 | +20  | 30     |
|                                            | 5.   | Bella Vista        | 14 | 8  | 3  | 3  | 19 | 9  | +10  | 27     |
|                                            | 6.   | Huracán Buceo      | 14 | 7  | 2  | 5  | 27 | 19 | +8   | 23     |
|                                            | 7.   | Uruguay Montevideo | 14 | 5  | 5  | 4  | 14 | 13 | +1   | 20     |
|                                            | 8.   | Potencia           | 14 | 5  | 3  | 6  | 15 | 16 | -1   | 18     |
|                                            | 9.   | Rocha              | 14 | 5  | 4  | 5  | 20 | 19 | +1   | 19     |
|                                            | 10.  | La Luz             | 14 | 5  | 0  | 9  | 22 | 19 | +3   | 15     |
|                                            | 11.  | Parque del Plata   | 14 | 4  | 3  | 7  | 18 | 23 | -5   | 15     |
|                                            | 12.  | Salus              | 14 | 3  | 5  | 6  | 10 | 19 | -9   | 14     |
|                                            | 13.  | Los Halcones       | 14 | 1  | 4  | 9  | 12 | 33 | -21  | 7      |
|                                            | 14.  | Alto Perú          | 14 | 1  | 1  | 12 | 11 | 39 | -28  | 4      |
|                                            | 15.  | Artigas            | 14 | 1  | 1  | 12 | 9  | 50 | -41  | 4      |
| Última actualización: 23 de agosto de 2017 |      |                    |    |    |    |    |    |    |      |        |

|  | Campeón del Torneo Apertura y clasifica a la final del campeonato |

### Fixture Torneo Apertura
| Alto Perú          | 0:6 (enlace roto disponible en Internet Archive; véase el historial, la primera versión y la última). | La Luz       | Parque Salus   | 28 de mayo | 9:30  |
| Platense           | 1:2 (enlace roto disponible en Internet Archive; véase el historial, la primera versión y la última). | Albion       | Parque Salus   | 28 de mayo | 13:00 |
| Huracán Buceo      | 6:0 (enlace roto disponible en Internet Archive; véase el historial, la primera versión y la última). | Artigas      | Obdulio Varela | 28 de mayo | 13:00 |
| Rocha              | 1:1 (enlace roto disponible en Internet Archive; véase el historial, la primera versión y la última). | Colón        | Mario Sobrero  | 28 de mayo | 15:00 |
| Uruguay Montevideo | 2:0 (enlace roto disponible en Internet Archive; véase el historial, la primera versión y la última). | Bella Vista  | Parque ANCAP   | 28 de mayo | 15:30 |
| Salus              | 0:1 (enlace roto disponible en Internet Archive; véase el historial, la primera versión y la última). | Potencia     | Parque Salus   | 28 de mayo | 15:45 |
| Parque del Plata   | 2:0 (enlace roto disponible en Internet Archive; véase el historial, la primera versión y la última). | Los Halcones | Obdulio Varela | 28 de mayo | 15:45 |
| Libre: Basáñez     | |              |                |            |       |

| Huracán Buceo      | 2:1 (enlace roto disponible en Internet Archive; véase el historial, la primera versión y la última). | Alto Perú        | Parque ANCAP  | 3 de junio | 15:30 |
| Platense           | 1:1 (enlace roto disponible en Internet Archive; véase el historial, la primera versión y la última). | Basáñez          | José Nasazzi  | 4 de junio | 12:45 |
| Artigas            | 1:5 (enlace roto disponible en Internet Archive; véase el historial, la primera versión y la última). | La Luz           | Parque Suero  | 4 de junio | 12:45 |
| Rocha              | 0:0 (enlace roto disponible en Internet Archive; véase el historial, la primera versión y la última). | Salus            | Mario Sobrero | 4 de junio | 15:00 |
| Bella Vista        | 1:0 (enlace roto disponible en Internet Archive; véase el historial, la primera versión y la última). | Los Halcones     | José Nasazzi  | 4 de junio | 15:30 |
| Uruguay Montevideo | 0:1 (enlace roto disponible en Internet Archive; véase el historial, la primera versión y la última). | Parque del Plata | Parque ANCAP  | 4 de junio | 15:30 |
| Colón              | 0:0 (enlace roto disponible en Internet Archive; véase el historial, la primera versión y la última). | Potencia         | Parque Suero  | 4 de junio | 15:30 |
| Libre: Albion      | |                  |               |            |       |

| Albion           | 1:0 (enlace roto disponible en Internet Archive; véase el historial, la primera versión y la última). | Basáñez            | Obdulio Varela | 11 de junio | 12:45 |
| Colón            | 2:0 (enlace roto disponible en Internet Archive; véase el historial, la primera versión y la última). | Salus              | Parque Suero   | 11 de junio | 12:45 |
| Los Halcones     | 1:1 (enlace roto disponible en Internet Archive; véase el historial, la primera versión y la última). | Uruguay Montevideo | Parque Salus   | 11 de junio | 12:45 |
| Rocha            | 1:0 (enlace roto disponible en Internet Archive; véase el historial, la primera versión y la última). | Potencia           | Mario Sobrero  | 11 de junio | 15:00 |
| Huracán Buceo    | 3:1 (enlace roto disponible en Internet Archive; véase el historial, la primera versión y la última). | La Luz             | Obdulio Varela | 11 de junio | 15:30 |
| Artigas          | 2:1 (enlace roto disponible en Internet Archive; véase el historial, la primera versión y la última). | Alto Perú          | Parque Suero   | 11 de junio | 15:30 |
| Parque del Plata | 1:3 (enlace roto disponible en Internet Archive; véase el historial, la primera versión y la última). | Bella Vista        | Parque Salus   | 11 de junio | 15:30 |
| Libre: Platense  | |                    |                |             |       |

| Platense      | 2:0 (enlace roto disponible en Internet Archive; véase el historial, la primera versión y la última). | Huracán Buceo      | José Nasazzi   | 17 de junio | 15:00 |
| Artigas       | 0:4 (enlace roto disponible en Internet Archive; véase el historial, la primera versión y la última). | Albion             | Parque Salus   | 18 de junio | 12:45 |
| Alto Perú     | 1:3 (enlace roto disponible en Internet Archive; véase el historial, la primera versión y la última). | Basáñez            | Obdulio Varela | 18 de junio | 12:45 |
| Colón         | 3:0 (enlace roto disponible en Internet Archive; véase el historial, la primera versión y la última). | Los Halcones       | Parque Suero   | 18 de junio | 15:00 |
| Rocha         | 1:1 (enlace roto disponible en Internet Archive; véase el historial, la primera versión y la última). | Parque del Plata   | Mario Sobrero  | 18 de junio | 15:00 |
| Salus         | 0:0 (enlace roto disponible en Internet Archive; véase el historial, la primera versión y la última). | Uruguay Montevideo | Parque Salus   | 18 de junio | 15:45 |
| Potencia      | 0:0 (enlace roto disponible en Internet Archive; véase el historial, la primera versión y la última). | Bella Vista        | Obdulio Varela | 18 de junio | 15:45 |
| Libre: La Luz | |                    |                |             |       |

| Parque del Plata   | 0:2 (enlace roto disponible en Internet Archive; véase el historial, la primera versión y la última). | Colón    | Parque Salus | 24 de junio | 13:00 |
| Los Halcones       | 0:3 (enlace roto disponible en Internet Archive; véase el historial, la primera versión y la última). | Rocha    | Parque Salus | 24 de junio | 15:45 |
| Uruguay Montevideo | 3:1 (enlace roto disponible en Internet Archive; véase el historial, la primera versión y la última). | Potencia | Parque ANCAP | 24 de junio | 15:45 |
| Bella Vista        | 3:0 (enlace roto disponible en Internet Archive; véase el historial, la primera versión y la última). | Salus    | José Nasazzi | 25 de junio | 10:00 |
| La Luz             | 0:1 (enlace roto disponible en Internet Archive; véase el historial, la primera versión y la última). | Basáñez  | Parque Salus | 25 de junio | 12:45 |
| Artigas            | 1:5 (enlace roto disponible en Internet Archive; véase el historial, la primera versión y la última). | Platense | Parque ANCAP | 25 de junio | 15:30 |
| Huracán Buceo      | 1:5 (enlace roto disponible en Internet Archive; véase el historial, la primera versión y la última). | Albion   | Parque Salus | 25 de junio | 15:45 |
| Libre: Alto Perú   | |          |              |             |       |

| Albion         | 0:2 (enlace roto disponible en Internet Archive; véase el historial, la primera versión y la última). | La Luz             | La Bombonera   | 2 de julio | 12:45 |
| Potencia       | 1:1 (enlace roto disponible en Internet Archive; véase el historial, la primera versión y la última). | Los Halcones       | Parque Salus   | 2 de julio | 12:45 |
| Rocha          | 0:1 (enlace roto disponible en Internet Archive; véase el historial, la primera versión y la última). | Uruguay Montevideo | Mario Sobrero  | 2 de julio | 15:00 |
| Colón          | 0:0 (enlace roto disponible en Internet Archive; véase el historial, la primera versión y la última). | Bella Vista        | Parque Suero   | 2 de julio | 15:00 |
| Basáñez        | 1:1 (enlace roto disponible en Internet Archive; véase el historial, la primera versión y la última). | Huracán Buceo      | La Bombonera   | 2 de julio | 15:45 |
| Salus          | 0:0 (enlace roto disponible en Internet Archive; véase el historial, la primera versión y la última). | Parque del Plata   | Parque Salus   | 2 de julio | 15:45 |
| Platense       | 5:1 (enlace roto disponible en Internet Archive; véase el historial, la primera versión y la última). | Alto Perú          | Obdulio Varela | 2 de julio | 15:45 |
| Libre: Artigas | |                    |                |            |       |

| Alto Perú            | 0:6 (enlace roto disponible en Internet Archive; véase el historial, la primera versión y la última). | Albion   | Parque ANCAP   | 9 de julio | 10:00 |
| La Luz               | 0:2 (enlace roto disponible en Internet Archive; véase el historial, la primera versión y la última). | Platense | José Nasazzi   | 9 de julio | 12:45 |
| Los Halcones         | 2:2 (enlace roto disponible en Internet Archive; véase el historial, la primera versión y la última). | Salus    | Obdulio Varela | 9 de julio | 12:45 |
| Parque del Plata     | 1:4 (enlace roto disponible en Internet Archive; véase el historial, la primera versión y la última). | Potencia | Parque ANCAP   | 9 de julio | 13:00 |
| Artigas              | 1:7 (enlace roto disponible en Internet Archive; véase el historial, la primera versión y la última). | Basáñez  | Obdulio Varela | 9 de julio | 15:30 |
| Bella Vista          | 4:1 (enlace roto disponible en Internet Archive; véase el historial, la primera versión y la última). | Rocha    | José Nasazzi   | 9 de julio | 15:30 |
| Uruguay Montevideo   | 1:1 (enlace roto disponible en Internet Archive; véase el historial, la primera versión y la última). | Colón    | Parque ANCAP   | 9 de julio | 15:30 |
| Libre: Huracán Buceo | |          |                |            |       |

| Albion          | 2:2 (enlace roto disponible en Internet Archive; véase el historial, la primera versión y la última). | Colón              | La Bombonera | 15 de julio | 12:45 |
| Artigas         | 1:3 (enlace roto disponible en Internet Archive; véase el historial, la primera versión y la última). | Los Halcones       | Parque Suero | 15 de julio | 12:45 |
| Huracán Buceo   | 4:3 (enlace roto disponible en Internet Archive; véase el historial, la primera versión y la última). | Parque del Plata   | Olímpico     | 15 de julio | 12:45 |
| Alto Perú       | 1:2 (enlace roto disponible en Internet Archive; véase el historial, la primera versión y la última). | Uruguay Montevideo | Parque Salus | 15 de julio | 15:00 |
| Basáñez         | 5:2 (enlace roto disponible en Internet Archive; véase el historial, la primera versión y la última). | Salus              | La Bombonera | 15 de julio | 15:30 |
| La Luz          | 0:1 (enlace roto disponible en Internet Archive; véase el historial, la primera versión y la última). | Bella Vista        | Parque Suero | 15 de julio | 15:30 |
| Platense        | 1:0 (enlace roto disponible en Internet Archive; véase el historial, la primera versión y la última). | Rocha              | Olímpico     | 15 de julio | 15:30 |
| Libre: Potencia | |                    |              |             |       |

| Uruguay Montevideo | 2:0 | La Luz        | Parque Salus        | 23 de julio | 10:30 |
| Los Halcones       | 1:1 | Alto Perú     | Parque Oriental     | 23 de julio | 12:45 |
| Potencia           | 0:1 | Huracán Buceo | Parque Salus        | 23 de julio | 14:30 |
| Rocha              | 1:1 | Albion        | Mario Sobrero       | 23 de julio | 15:00 |
| Bella Vista        | 0:0 | Platense      | Parque Méndez Piana | 23 de julio | 15:30 |
| Colón              | 2:1 | Basáñez       | Parque Suero        | 23 de julio | 15:30 |
| Parque del Plata   | 3:0 | Artigas       | Parque Oriental     | 23 de julio | 15:30 |
| Libre: Salus       |     |               |                     |             |       |

| Alto Perú     | 1:4 | Parque del Plata   | Parque Suero   | 29 de julio | 12:45 |
| Huracán Buceo | 0:1 | Salus              | Obdulio Varela | 29 de julio | 12:45 |
| Albion        | 3:2 | Bella Vista        | Obdulio Varela | 29 de julio | 15:30 |
| La Luz        | 4:2 | Los Halcones       | Parque Suero   | 29 de julio | 15:30 |
| Artigas       | 0:2 | Potencia           | Parque Salus   | 30 de julio | 15:00 |
| Basáñez       | 4:0 | Rocha              | La Bombonera   | 30 de julio | 15:00 |
| Platense      | 2:0 | Uruguay Montevideo | Obdulio Varela | 30 de julio | 15:00 |
| Libre: Colón  |     |                    |                |             |       |

| Bella Vista        | 0:1 | Basáñez       | Obdulio Varela | 5 de agosto | 15:00 |
| Parque del Plata   | 1:2 | La Luz        | Obdulio Varela | 6 de agosto | 12:45 |
| Potencia           | 2:0 | Alto Perú     | Parque Suero   | 6 de agosto | 12:45 |
| Salus              | 2:1 | Artigas       | Parque Salus   | 6 de agosto | 12:45 |
| Colón              | 1:0 | Huracán Buceo | Parque Suero   | 6 de agosto | 15:30 |
| Los Halcones       | 0:5 | Platense      | Obdulio Varela | 6 de agosto | 15:30 |
| Uruguay Montevideo | 0:1 | Albion        | Parque Salus   | 6 de agosto | 15:30 |
| Libre: Rocha       |     |               |                |             |       |

| Artigas            | 1:3 | Colón              | Obdulio Varela | 13 de agosto | 11:00 |
| La Luz             | 0:1 | Potencia           | Parque Salus   | 13 de agosto | 11:00 |
| Albion             | 3:1 | Los Halcones       | Parque Salus   | 13 de agosto | 15:00 |
| Platense           | 1:1 | Parque del Plata   | Obdulio Varela | 13 de agosto | 15:30 |
| Alto Perú          | 2:0 | Salus              | Obdulio Varela | 15 de agosto | 15:00 |
| Basáñez            | 3:0 | Uruguay Montevideo | La Bombonera   | 15 de agosto | 15:00 |
| Huracán Buceo      | 2:0 | Rocha              | Obdulio Varela | 15 de agosto | 15:00 |
| Libre: Bella Vista |     |                    |                |              |       |

| Parque del Plata          | 0:2 | Albion        | Obdulio Varela | 20 de agosto | 11:00 |
| Potencia                  | 3:5 | Platense      | José Nasazzi   | 20 de agosto | 11:00 |
| Rocha                     | 7:1 | Artigas       | Mario Sobrero  | 20 de agosto | 15:00 |
| Bella Vista               | 2:1 | Huracán Buceo | José Nasazzi   | 20 de agosto | 15:30 |
| Colón                     | 2:0 | Alto Perú     | Parque Suero   | 20 de agosto | 15:30 |
| Los Halcones              | 0:2 | Basáñez       | Obdulio Varela | 20 de agosto | 15:30 |
| Salus                     | 2:1 | La Luz        | Parque Salus   | 20 de agosto | 15:30 |
| Libre: Uruguay Montevideo |     |               |                |              |       |

| Artigas             | 0:2 | Bella Vista        | Obdulio Varela  | 2 de septiembre | 13:00 |
| La Luz              | 0:1 | Colón              | Parque Oriental | 2 de septiembre | 13:00 |
| Huracán Buceo       | 2:2 | Uruguay Montevideo | Parque Oriental | 2 de septiembre | 16:00 |
| Platense            | 1:0 | Salus              | Obdulio Varela  | 2 de septiembre | 16:00 |
| Alto Perú           | 2:3 | Rocha              | Parque Salus    | 3 de septiembre | 13:00 |
| Basáñez             | 2:0 | Parque del Plata   | La Bombonera    | 3 de septiembre | 15:00 |
| Albion              | 1:0 | Potencia           | Parque Salus    | 3 de septiembre | 16:00 |
| Libre: Los Halcones |     |                    |                 |                 |       |

| Bella Vista             | 1:0 | Alto Perú     | José Nasazzi  | 10 de septiembre |  |
| Colón                   | 3:1 | Platense      | Parque Suero  | 10 de septiembre |  |
| Los Halcones            | 0:4 | Huracán Buceo |               | 10 de septiembre |  |
| Potencia                | 0:3 | Basáñez       |               | 10 de septiembre |  |
| Rocha                   | 2:1 | La Luz        | Mario Sobrero | 10 de septiembre |  |
| Salus                   | 1:1 | Albion        | Parque Salus  | 10 de septiembre |  |
| Uruguay Montevideo      | 0:0 | Artigas       | Parque ANCAP  | 10 de septiembre |  |
| Libre: Parque del Plata |     |               |               |                  |  |

### Datos Apertura
- Mayor número de goles marcados en un partido: 8 goles
- Artigas vs. Basáñez (1–7). (9 de julio de 2017)
- Rocha vs. Artigas (7–1). (20 de agosto de 2017)
- Potencia vs. Platense (3–5). (20 de agosto de 2017)
- Mayor victoria local:Rocha vs. Artigas (7–1). (20 de agosto de 2017)
- Mayor victoria visitante:Artigas vs. Basáñez (1–7).(9 de julio de 2017)
- Mayor racha ganadora: 6 partidos (Basáñez)
- Mayor racha invicta: 14 partidos (Colón)
- Mayor racha imbatida: 6 partidos (Basáñez)
- Mayor racha perdiendo: 10 partidos (Artigas)
- Mayor racha sin ganar: 11 partidos (Alto Perú)
- Mayor racha sin marcar: 6 partidos  (Salus)
- Equipo más Goleador: 34 goles  (Basáñez)
- Equipo más Goleado: 50 goles  (Artigas)
- Equipo menos Goleado: 7 goles  (Colón)
- Equipo mas Ganador: 2 equipos con 10 partidos  (Basáñez) y (Albion)
- Equipo menos Ganador: 2 equipos con 1 partido  (Artigas) y (Alto Perú)
- Equipo con más empates: 3 equipos con 5 partidos  (Colón), (Salus) y (Uruguay Montevideo)
- Equipo con más derrotas: 2 equipos con 12 partidos (Artigas) y (Alto Perú)
- Equipo con menos derrotas: ninguna (Colón)
- Goleador: ?
- Arquero con menos goles recibidos: ?

## Torneo Clausura

### Serie A
|  | 1.                                            | Colón              | 7 | 5 | 1 | 1 | 11 | 5  | +5  | 16 |
|  | 2.                                            | Bella Vista        | 7 | 5 | 0 | 2 | 12 | 8  | +4  | 15 |
|  | 3.                                            | Albion             | 7 | 4 | 2 | 1 | 19 | 9  | +10 | 14 |
|  | 4.                                            | Potencia           | 7 | 3 | 2 | 2 | 14 | 11 | +3  | 11 |
|  | 5.                                            | Parque del Plata   | 7 | 3 | 1 | 3 | 10 | 10 | 0   | 10 |
|  | 6.                                            | Uruguay Montevideo | 7 | 1 | 3 | 3 | 11 | 14 | -3  | 6  |
|  | 7.                                            | Artigas            | 7 | 1 | 1 | 5 | 5  | 9  | -4  | 4  |
|  | 8.                                            | Los Halcones       | 7 | 0 | 2 | 5 | 5  | 19 | -14 | 2  |
|  | Última actualización: 12 de noviembre de 2017 |                    |   |   |   |   |    |    |     |    |

|  | Ganador de la Serie A |

### Serie B
|  | 1.                                            | Platense      | 6 | 4 | 2 | 0 | 10 | 2  | +8  | 14 |
|  | 2.                                            | Basáñez       | 6 | 4 | 1 | 1 | 17 | 7  | +10 | 13 |
|  | 3.                                            | La Luz        | 6 | 3 | 1 | 2 | 7  | 8  | -1  | 10 |
|  | 4.                                            | Salus         | 6 | 3 | 0 | 3 | 6  | 6  | 0   | 9  |
|  | 5.                                            | Rocha         | 6 | 2 | 1 | 3 | 8  | 7  | +1  | 7  |
|  | 6.                                            | Huracán Buceo | 6 | 2 | 1 | 3 | 7  | 9  | -2  | 7  |
|  | 7.                                            | Alto Perú     | 6 | 0 | 0 | 6 | 3  | 19 | -16 | 0  |
|  | Última actualización: 12 de noviembre de 2017 |               |   |   |   |   |    |    |     |    |

|  | Ganador de la Serie B |

### Fixture Torneo Clausura
| Alto Perú    | 0:2 | Huracán Buceo      | Parque Suero | 23 de septiembre | 13:00 |
| Colón        | 2:1 | Parque del Plata   | Parque Suero | 23 de septiembre | 16:00 |
| Artigas      | 0:0 | Uruguay Montevideo | Parque Salus | 8 de octubre     | 13:00 |
| Albion       | 2:2 | Potencia           | La Bombonera | 8 de octubre     | 13:00 |
| Platense     | 2:1 | Salus              | Parque ANCAP | 8 de octubre     | 16:15 |
| Los Halcones | 0:2 | Bella Vista        | Parque Salus | 8 de octubre     | 16:15 |
| Basáñez      | 3:1 | La Luz             | La Bombonera | 8 de octubre     | 16:15 |
| Libre: Rocha |     |                    |              |                  |       |

| Huracán Buceo      | 1:1 | Platense     | José Nasazzi  | 14 de octubre | 13:00 |
| Parque del Plata   | 1:1 | Los Halcones | Parque ANCAP  | 14 de octubre | 16:00 |
| Rocha              | 1:1 | Basáñez      | Mario Sobrero | 14 de octubre | 16:15 |
| Bella Vista        | 1:0 | Colón        | José Nasazzi  | 14 de octubre | 16:15 |
| Potencia           | 1:0 | Artigas      | Parque Salus  | 15 de octubre | 13:00 |
| Uruguay Montevideo | 1:3 | Albion       | Parque Salus  | 15 de octubre | 16:00 |
| Salus              | 1:0 | Alto Perú    | Parque Salus  | 15 de octubre | 16:15 |
| Libre: La Luz      |     |              |               |               |       |

| Platense     | 1:0 | Rocha              | Parque ANCAP | 21 de octubre | 16:15 |
| Colón        | 2:1 | Uruguay Montevideo | José Nasazzi | 22 de octubre | 10:00 |
| Potencia     | 3:1 | Los Halcones       | Parque Suero | 22 de octubre | 13:00 |
| La Luz       | 2:1 | Alto Perú          | Parque Salus | 22 de octubre | 16:15 |
| Basáñez      | 2:1 | Huracán Buceo      | La Bombonera | 22 de octubre | 16:15 |
| Albion       | 1:3 | Bella Vista        | Parque ANCAP | 22 de octubre | 16:15 |
| Artigas      | 0:1 | Parque del Plata   | La Bombonera | 24 de octubre | 15:30 |
| Libre: Salus |     |                    |              |               |       |

| Los Halcones       | 0:1 | Artigas       | Parque Suero | 29 de octubre | 13:15 |
| Potencia           | 1:2 | Colón         | Parque Suero | 29 de octubre | 13:15 |
| La Luz             | 0:0 | Platense      | Parque ANCAP | 29 de octubre | 13:30 |
| Rocha              | 1:2 | Huracán Buceo | El Tenis     | 29 de octubre | 15:30 |
| Parque del Plata   | 2:4 | Albion        | Parque Suero | 29 de octubre | 16:30 |
| Salus              | 0:3 | Basáñez       | Parque Salus | 29 de octubre | 16:30 |
| Uruguay Montevideo | 2:0 | Bella Vista   | Parque ANCAP | 29 de octubre | 16:30 |
| Libre: Alto Perú   |     |               |              |               |       |

| Uruguay Montevideo | 0:3 | Parque del Plata | Parque ANCAP  | 1º de noviembre | 16:30 |
| Colón              | 2:1 | Artigas          | Parque Suero  | 1º de noviembre | 16:30 |
| Rocha              | 0:1 | Salus            | Mario Sobrero | 1º de noviembre | 20:00 |
| Albion             | 7:0 | Los Halcones     | José Nasazzi  | 2 de noviembre  | 13:00 |
| Huracán Buceo      | 1:2 | La Luz           | La Bombonera  | 2 de noviembre  | 13:15 |
| Bella Vista        | 2:1 | Potencia         | José Nasazzi  | 2 de noviembre  | 16:30 |
| Basáñez            | 8:1 | Alto Perú        | La Bombonera  | 2 de noviembre  | 16:30 |
| Libre: Platense    |     |                  |               |                 |       |

| Potencia         | 4:4 | Uruguay Montevideo | Parque Salus | 4 de noviembre | 16:30 |
| Artigas          | 1:2 | Albion             | Parque Suero | 4 de noviembre | 16:30 |
| La Luz           | 1:3 | Rocha              | Parque ANCAP | 4 de noviembre | 16:30 |
| Parque del Plata | 2:1 | Bella Vista        | Parque Salus | 5 de noviembre | 10:00 |
| Los Halcones     | 0:2 | Colón              | Parque Salus | 5 de noviembre | 13:15 |
| Salus            | 3:0 | Huracán Buceo      | Parque Salus | 5 de noviembre | 16:30 |
| Alto Perú        | 0:3 | Platense           | Parque ANCAP | 5 de noviembre | 16:30 |
| Libre: Basáñez   |     |                    |              |                |       |

| Uruguay Montevideo   | 3:3 | Los Halcones | Parque ANCAP   | 11 de noviembre | 16:30 |
| Rocha                | 3:1 | Alto Perú    | Mario Sobrero  | 11 de noviembre | 16:30 |
| Parque del Plata     | 0:2 | Potencia     | Parque Salus   | 12 de noviembre | 13:15 |
| Salus                | 0:1 | La Luz       | Parque Salus   | 12 de noviembre | 16:30 |
| Platense             | 3:0 | Basáñez      | Parque Palermo | 12 de noviembre | 16:30 |
| Bella Vista          | 3:2 | Artigas      | Parque ANCAP   | 12 de noviembre | 16:30 |
| Colón                | 0:0 | Albion       | Parque Suero   | 12 de noviembre | 16:30 |
| Libre: Huracán Buceo |     |              |                |                 |       |

### Final del Clausura
| Colón | 1:1 (3:2 p.) | Platense | Parque Palermo | 19 de noviembre | 16:00 |

|  | Campeón del Torneo Clausura y clasifica a la final del campeonato |

## Final
Las finales por el título de campeón y el ascenso a Segunda División fueron jugadas por Albion (campeón del Apertura) y Colón (campeón del Clausura).
| Albion | 1:1 | Colón | Nasazzi            | 26 de noviembre | 16:00 |
| Albion | 2:1 | Colón | Estadio Centenario | 2 de diciembre  | 19:00 |

|                                                                       |
| Bandera de Uruguay                                                    |
| Campeón Uruguayo de Segunda División B Nacional 2017 Albion 1° título |

## Goleadores
| Jugador                                 | Equipo      | Goles |
| --------------------------------------- | ----------- | ----- |
| Martín Monroy                           | Albion      | 20    |
| Dilan Ribero                            | Basáñez     | 19    |
| Facundo Vignone                         | Bella Vista | 13    |
| Pablo Olivera                           | Basáñez     | 11    |
| Brayan Olmando                          | Potencia    | 10    |
| Actualizado al 27 de noviembre de 2017. |             |       |